# Monique Bonsen-Lemmers
Monica Maria (Monique) Bonsen-Lemmers (Haarlemmermeer, 4 juli 1965) is een Nederlands juriste en bestuurster. Ze is lid van D66. Sinds 27 maart 2025 is ze burgemeester van Woerden.  

## Opleiding en loopbaan
Bonsen studeerde rechtsgeleerdheid aan de Rijksuniversiteit Leiden. Zij was werkzaam als advocaat, mediator en partner op het gebied van arbeidsrecht bij een advocatenkantoor in Haarlem. In 2014 volgde zij de postacademische leergang arbeidsrecht en in 2015 de governance opleiding voor commissarissen en toezichthouders.
Voorheen was Bonsen lid van de raad van toezicht van Het Cultuurgebouw. Daarnaast werd ze voorzitter van de raad van toezicht van Stichting Epilepsie Instellingen Nederland (SEIN) en was ze voorzitter van D66 in Zuid-Holland. Op 26 september 2020 nam zij afscheid als voorzitter van D66 in Zuid-Holland en werd ze opgevolgd door Robert van Zijl.
Bonsen werd verder secretaris van de christelijke Vereniging voor de verpleging van lijders aan Epilepsie en voorzitter van de Bestuurdersvereniging van D66. Ze werd ook lid van de commissie professionalisering van het Nederlands Genootschap van Burgemeesters en bestuurslid van de Anna Teding van Berkhout Stichting.

## Burgemeester
Bonsen werd op 23 september 2020 burgemeester van Koggenland. Ze kreeg er algemeen bestuur, bedrijfsvoering, openbare orde & veiligheid en kunst, cultuur & ontwikkeling in haar portefeuille. Op 27 maart 2025 werd ze burgemeester van Woerden. Ze kreeg er bestuurlijke zaken, juridische zaken, burgerzaken, openbare orde & veiligheid, communicatie, handhaving & toezicht, evenementen, dierenwelzijn en iedereen doet mee in haar portefeuille.

## Privéleven
Bonsen kreeg met haar man twee zonen en twee dochters.